# Język musi
Język musi, także palembang (baso Palembang; indonez. bahasa Melayu Palembang) – język austronezyjski używany w prowincji Sumatra Południowa w Indonezji, należący do grupy języków malajskich. Według danych z 2000 roku posługuje się nim 3,1 mln osób. Służy jako lokalna lingua franca.
W niektórych publikacjach terminy „musi” i „palembang” są ze sobą utożsamiane. Inni autorzy czynią między nimi rozróżnienie. „Musi” to nazwa okolicznej rzeki, a Palembang to ośrodek administracyjny prowincji. W szerokim znaczeniu nazwa „musi” odnosi się do dużej sieci dialektów malajskich z Sumatry Południowej (tworzących tzw. język musi) lub jednej z dwóch grup dialektów w ramach języka musi, a w wąskim ujęciu („musi właściwy”) chodzi o jedną z odmian lokalnych, która swoim zasięgiem obejmuje obszar wzdłuż rzeki Musi, od kecamatanu Lais na wschodzie aż po kecamatan BTS Ulu na południowym zachodzie oraz rejon rzeki Rawas i kecamatan Rawas Ilir na północnym zachodzie. Nazwa „palembang” również bywa odnoszona do języka musi, ale w ściślejszym ujęciu określa jedynie odmiany tradycyjnie związane z miastem Palembang i okolicznymi terenami wiejskimi. 
W publikacji Ethnologue (wyd. 18, 2015) musi i palembang wymieniono jako dwie grupy dialektów języka musi. J. McDowell i K. Anderbeck (2020) pod pojęcie języka musi włączają dwa kompleksy dialektalne: Upper Musi i Palembang-Lowland. Kompleks Upper Musi tworzą dialekty: musi właściwy, pegagan, col i rawas, a Palembang-Lowland zawiera w sobie mniejsze grupy: Palembang (dialekty: lama/alus – tradycyjny, pasar/sari-sari – handlowy oraz pesisir) i Lowland (penesak, lematang ilir i belide). Region charakteryzuje się złożoną sytuacją językową, gdzie czasem brak wyraźnej tożsamości etnolingwistycznej, szerzej przyjętych nazw lokalnych dialektów czy też spójnych poglądów w kwestii podziałów językowych. O ile część społeczności podkreśla swoją odrębność w zakresie cech językowych i przynależności etnicznej, to inne określają swój język ogólnymi nazwami typu bahasa dusun („język wsi”), bahasa Melayu („język malajski”).
Odmiana sari-sari/pasar (dosł. codzienna, handlowa) z grupy Palembang-Lowland przyjęła się jako główny język miasta Palembang, a zarazem stanowi ogólny środek komunikacji w prowincji Sumatra Południowa. Jest wykorzystywana w kontaktach międzyetnicznych i handlu; pojawia się też w mediach lokalnych. Blisko spokrewniona odmiana alus/lama/asli (tradycyjna) w dużej mierze wyszła z użycia, ale zachowała się jako język niektórych pobliskich wsi (co odzwierciedla nazwa palembang dusun). Jednocześnie alus odgrywa pewną rolę jako jeden z poziomów mowy (używany przy zwracaniu się do osób starszych lub szanowanych oraz podczas pewnych tradycyjnych uroczystości). W mieście odmiana tradycyjna ma niski status, lecz wśród mieszkańców wsi uchodzi za formę bliższą pierwotnemu językowi palembang.
Dialekty musi (w tym palembang) należą do grupy języków malajskich, według klasyfikacji Ethnologue tworzą część tzw. makrojęzyka malajskiego. Na płaszczyźnie słownictwa dialekty palembang wykazują wpływy języka jawajskiego. W szczególności dotyczy to odmiany tradycyjnej, która zachowała większy zasób leksyki jawajskiej. Odmiana handlowa jest natomiast stosunkowo bliska językowi indonezyjskiemu (zarówno standardowemu, jak i dżakarckiemu). Rozwinęły się formy pośrednie między indonezyjskim a palembang (Palembang Indonesian); ich domeną są reklamy i audycje radiowe.
Charakter pożyczek jawajskich łączy odmianę tradycyjną z językiem banjar (z Kalimantanu), który ma podobny repertuar takich zapożyczeń; wskazuje to na znaczny kontakt między regionami. Obecność wpływów jawajskich wyróżnia palembang pośród języków malajskich południowej Sumatry.
Piśmiennictwo jest słabo rozwinięte. Istnieje tradycja literatury ustnej. W edukacji i sferze religijnej preferowany jest język indonezyjski.